# 紫穗槐
紫穗槐（学名：Amorpha fruticosa）是一种豆科植物。这种植物在中国分布于东北、华北、西北等地区。原产地在美国。